# Rüdenhausen
Rüdenhausen er en købstad (markt) i Landkreis Kitzingen i Regierungsbezirk Unterfranken, i den tyske delstat Bayern. Den er en del af Verwaltungsgemeinschaft Wiesentheid.

## Geografi
Rüdenhausen ligger i Region Würzburg (Bayerische Planungsregion 2).
Indtil 1972 hørte Rüdenhausen til Landkreis Gerolzhofen.